# Кобылиха (река, впадает в Застижское озеро)
Кобылиха — река в России, протекает по Мошенскому району Новгородской области и Лесному району Тверской области. В нижнем течении называется Чернятка.
Кобылиха вытекает из болота в Мошенском районе Новгородской области у деревни Павлицево. Река течёт на юг сначала вдоль границы с Тверской областью, затем по границе, потом по Лесному району Тверской области. Чернятка впадает в озеро Застижское, образованное речной запрудой. Длина реки составляет 23 км, площадь водосборного бассейна — 124 км².
В Мошенском районе Новгородской области у реки стоят деревни Павлицево и Жерновки Дубишкинского сельского поселения. Ниже в Мошенском районе Тверской области на реке стоят деревни Чернятка, Сошниково и Бор-Пруды Лесного сельского поселения.

## Данные водного реестра
По данным государственного водного реестра России относится к Верхневолжскому бассейновому округу, водохозяйственный участок реки — Молога от истока и до устья, речной подбассейн реки — Реки бассейна Рыбинского водохранилища. Речной бассейн реки — (Верхняя) Волга до Куйбышевского водохранилища (без бассейна Оки).
Код объекта в государственном водном реестре — 08010200112110000006238.

## Топографическая карта
- Лист карты O-36-71 Ореховно. Масштаб: 1 : 100 000. Состояние местности на 1982 год. Издание 1986 г.